# Temporada 1956-57 de los Fort Wayne Pistons
La temporada 1956-57 fue la novena de los Fort Wayne Pistons en la NBA. La temporada regular acabó con 34 victorias y 38 derrotas, clasificándose para los playoffs, en los que, tras perder un desempate ante St. Louis Hawks, cayeron en semifinales de división ante Minneapolis Lakers.

## Elecciones en elDraft
| Ronda | Puesto | Jugador         | Posición  | Nacionalidad   | Universidad |
| ----- | ------ | --------------- | --------- | -------------- | ----------- |
| 1     | 6      | Ron Sobieszczyk | Base      | Estados Unidos | DePaul      |
| 2     | 14     | Bob Kessler     | Alero     | Estados Unidos | Maryland    |
| 3     | 22     | Bill Thieben    | Ala-Pívot | Estados Unidos | Hofstra     |

## Temporada regular
| División Oeste       | División Oeste | División Oeste | División Oeste | División Oeste | División Oeste | División Oeste | División Oeste | División Oeste |
| Equipo               | G              | P              | %              | PD             | Casa           | Fuera          | Neutral        | Div            |
| -------------------- | -------------- | -------------- | -------------- | -------------- | -------------- | -------------- | -------------- | -------------- |
| x-St. Louis Hawks    | 34             | 38             | .472           | -              | 17-9           | 10-20          | 7-9            | 22-14          |
| x-Minneapolis Lakers | 34             | 38             | .472           | -              | 15-9           | 5-22           | 14-7           | 18-18          |
| x-Fort Wayne Pistons | 34             | 38             | .472           | -              | 23-5           | 5-23           | 6-10           | 17-19          |
| Rochester Royals     | 31             | 41             | .431           | 3              | 19-10          | 7-17           | 5-14           | 15-21          |

### Semifinales de División
Minneapolis Lakers - Fort Wayne Pistons
| Fecha       | Partido                                        | Ciudad      |
| ----------- | ---------------------------------------------- | ----------- |
| 17 de marzo | Minneapolis Lakers 131, Fort Wayne Pistons 127 | Minneapolis |
| 19 de marzo | Fort Wayne Pistons 108, Minneapolis Lakers 110 | Fort Wayne  |
|             | Minneapolis gana las series 2-0                |             |

## Estadísticas
| Rk | Jugador        | Edad | P  | PT | MP   | TC  | TCI  | %TC  | 3P | 3PI | %3P | TL  | TLI | %TL  | RO | RD | RT  | AS  | RB | TAP | BP | FP  | PTS  |
| 1  | George Yardley | 28   | 72 |    | 2691 | 522 | 1273 | .410 |    |     |     | 503 | 639 | .787 |    |    | 755 | 147 |    |     |    | 231 | 1547 |
| 2  | Mel Hutchins   | 28   | 72 |    | 2647 | 369 | 953  | .387 |    |     |     | 152 | 206 | .738 |    |    | 571 | 210 |    |     |    | 182 | 890  |
| 3  | Gene Shue      | 25   | 72 |    | 2470 | 273 | 710  | .385 |    |     |     | 241 | 316 | .763 |    |    | 421 | 238 |    |     |    | 137 | 787  |
| 4  | Larry Foust    | 28   | 61 |    | 1533 | 243 | 617  | .394 |    |     |     | 273 | 380 | .718 |    |    | 555 | 71  |    |     |    | 221 | 759  |
| 5  | Bob Houbregs   | 24   | 60 |    | 1592 | 253 | 585  | .432 |    |     |     | 167 | 234 | .714 |    |    | 401 | 113 |    |     |    | 118 | 673  |
| 6  | Billy Kenville | 26   | 71 |    | 1701 | 204 | 608  | .336 |    |     |     | 174 | 218 | .798 |    |    | 324 | 172 |    |     |    | 169 | 582  |
| 7  | Corky Devlin   | 25   | 71 |    | 1242 | 190 | 502  | .378 |    |     |     | 97  | 143 | .678 |    |    | 146 | 141 |    |     |    | 114 | 477  |
| 8  | Chuck Noble    | 25   | 54 |    | 1260 | 200 | 556  | .360 |    |     |     | 76  | 102 | .745 |    |    | 135 | 180 |    |     |    | 161 | 476  |
| 9  | Red Rocha      | 33   | 72 |    | 1154 | 136 | 390  | .349 |    |     |     | 109 | 144 | .757 |    |    | 272 | 81  |    |     |    | 162 | 381  |
| 10 | Bill Thieben   | 21   | 58 |    | 633  | 90  | 256  | .352 |    |     |     | 57  | 87  | .655 |    |    | 207 | 17  |    |     |    | 78  | 237  |
| 11 | Dick Rosenthal | 27   | 18 |    | 188  | 21  | 79   | .266 |    |     |     | 9   | 17  | .529 |    |    | 52  | 17  |    |     |    | 22  | 51   |
| 12 | Alex Hannum    | 33   |    |    |      |     |      |      |    |     |     |     |     |      |    |    |     |     |    |     |    |     |      |
| 13 | Odie Spears    | 31   |    |    |      |     |      |      |    |     |     |     |     |      |    |    |     |     |    |     |    |     |      |

## Galardones y récords
| Jugador        | Galardón                    |
| George Yardley | 2º Mejor quinteto de la NBA |